# Jagdstaffel 4
A Jagdstaffel 4, também conhecida por Jasta 4, foi uma esquadra de aeronaves da Luftstreitkräfte que combateu durante a Primeira Guerra Mundial como parte do braço aéreo das forças germânicas. A sua primeira vitória ocorreu em 6 de Setembro de 1916 quando Otto Bernert abateu uma aeronave inimiga. No total, esta esquadra conseguiu realizar 192 vitórias. Mais, juntamente com outras esquadras, a Jasta 4 iria ser aglomerada no que se viria a conhecer por "Flying Circus" (Circo Voador), comummente conhecido como Jagdgeschwader 1, onde Manfred von Richthofen brilhou como comandante do grupo.

## Aeronaves
- Halberstadt D.V
- Albatros D.III
- Albatros D.V
- Fokker D.VII
- Fokker Dr.I
- Pfalz D.III